# 鈴鹿大学短期大学部
鈴鹿大学短期大学部（すずかだいがくたんきだいがくぶ、英語: Suzuka Junior College）は、三重県鈴鹿市郡山町663-222に本部を置く日本の私立大学。1913年創立、1966年大学設置。大学の略称は鈴短（すずたん）。

## 概観

### 大学全体
- 三重県鈴鹿市に所在する日本の私立短期大学で、設置主体は学校法人学校法人享栄学園[1]。
- 1966年に鈴鹿市庄野町（鈴鹿中学校・高等学校と同じ敷地）へ鈴鹿短期大学として開学。元々は女子学生を対象とした短大だったが、1987年より一部を共学化、さらに1992年より完全共学化した。
- 2012年にキャンパスを鈴鹿国際大学と同じ敷地へ移転した。その後、2015年に名称を鈴鹿大学短期大学部と改名した。郡山キャンパスは、津市との境界付近の丘陵地に位置し、伊勢鉄道伊勢線、近鉄名古屋線の路線沿いにある。伊勢鉄道伊勢線 中瀬古駅から徒歩10分だが、列車は1時間に1本程度である。多くの学生は近鉄名古屋線 千里駅や白子駅よりスクールバスを利用している。
- 2024年度の入学生を最後に[注釈 1]、短期大学としての使命を終えることが決定した。

### 建学の精神（校訓・理念・学是）
- 鈴鹿大学短期大学部の基本理念は、「教えることは希望を語ること、学ぶとは真理を胸に刻むこと」となっている。建学の精神は、「陰徳ある者必ずその栄を享く」となっている。本短大の母体となっている「享栄学園」の名称となった由来になっているものとみられる。

### 教育および研究
- 生活コミュニケーション学を基盤とした教育がベースとなっている。

## 沿革

### 略歴
- 鈴鹿大学短期大学部（旧・鈴鹿短期大学）は、皇學館短期大学・高田短期大学とともに1966年に設立された三重県3短大の一つである。学科体制は、私大バブル前後においては第一部2学科[注 5]、III部1学科となっていた。しかし、第三部、商経学科の廃止により一時縮小された2004年に保育士コースを設置、2005年にこども学専攻の分離により1学科3専攻へと再度拡大した。ただ、2017年度入学定生より1学科2専攻に縮小。

### 年表
- 1966年
  - 1月25日 左記を以て文部省[注 6]より短期大学の設置が認可される[3]。
  - 4月1日 鈴鹿短期大学として以下の学科体制にて開学する[4]。
    - 家政科 入学定員100名

  - 5月1日 学生数[5]/定員
    - 家政科 30[注釈 2]/100[6]
- 1967年
  - 4月1日 家政科を以下の通り専攻分離する[注 7]。
    - 家政専攻 入学定員50名[注釈 3]
    - 食物栄養専攻 入学定員50名[注釈 3]

  - 5月1日 学生数[10]/定員
    - 家政科 88[注釈 2]/200
- 1969年
  - 4月1日 以下、増設あり[注 8]。
    - 家政学科
      - 第三部 入学定員100名

  - 同 家政科を家政学科に改称★。
- 1970年
  - 5月1日 学生数[13]/定員
    - 家政学科 285[注釈 2]/200
- 1984年
  - 4月1日 以下の学科を増設する[注 9]。
    - 商経学科 入学定員100名

  - 5月1日 学生数[16]/定員
    - 家政学科 
      - 第一部 270[注釈 2]/200
      - 第三部 -[注釈 4]/300
- 1985年
  - 5月1日 学生数[17]/定員
    - 家政学科 
      - 第一部 208[注釈 2]/200
      - 第三部 -[注釈 4]/300

    - 商経学科 66[注釈 2]/200
- 1986年
  - 4月1日 以下については、この年度で学生募集を最終とする[注 10]。
    - 家政学科第三部

  - 5月1日 学生数[19]/定員
    - 家政学科
      - 第一部 216[注釈 2]/200
      - 第三部 -[注釈 4]/300

    - 商経学科 95[注釈 2]/200
- 1987年
  - 4月1日 商経学科を男女共学とする。
  - 5月1日 学生数[20]/定員
    - 家政学科
      - 第一部 326[注釈 2]/200
      - 第三部 -[注釈 4]/200

    - 商経学科 195[注 11]/200
- 1988年
  - 5月1日 学生数[21]/定員
    - 家政学科
      - 第一部 346[注釈 2]/200
      - 第三部 -[注釈 4]/100

    - 商経学科 268[注 12]/200
- 1989年
  - 4月1日 以下、入学定員増あり[注 13]。
    - 家政学科第一部家政専攻 50→100

  - 5月1日 学生数[25]/定員
    - 家政学科 325[注釈 2]/250
    - 商経学科 293[注 14]/200
- 1991年
  - 4月1日 以下、学科・専攻の名称変更並びに入学定員増あり[注 15]。
    - 家政学科→生活学科
      - 家政専攻 100名→生活学専攻 150

    - 商経学科 100→150

  - 5月1日 学生数[30]/定員
    - 生活学科 225[注 16]/200
      - 家政学科 203[注釈 2]/150

    - 商経学科 350[注 17]/250
- 1992年
  - 5月1日 学生数[注 18]/定員
    - 生活学科 472[注 19]/400
    - 商経学科 384[注 20]/300
- 1993年
  - 4月1日 以下の学科については、この年度で学生募集を最終とする[注 21]
  - 5月1日 学生数[34]/定員
    - 生活学科 494[注 22]/400
    - 商経学科 413[注 23]/300
- 1994年
  - 5月1日 学生数[35]/定員
    - 生活学科 475[注 24]/400
    - 商経学科 204[注 25]/150
- 1995年
  - 5月1日 学生数[36]/定員
    - 生活学科 487[注 26]/400
    - 商経学科 4[注 27]/-
- 1996年
  - 5月28日 以下の学科については、左記をもって正式に廃止とする[37]。
    - 商経学科
- 1998年
  - 4月1日 以下、変更あり[38]。
    - 短期大学名 鈴鹿短期大学→鈴鹿国際大学短期大学部
    - 生活学科の各専攻における入学定員の変更[39]
      - 生活学専攻 150→60
      - 食物栄養専攻 50→40

  - 5月1日 学生数[40]/定員
    - 生活学科 339[注 28]/300
- 1999年
  - 5月1日 学生数[41]/定員
    - 生活学科 245[注 29]/200
- 2004年
  - 4月1日 以下、入学定員増あり[42]。
    - 生活学科生活学専60→90
- 2005年
  - 4月1日 生活学科に以下の課程を増設[43]、
    - こども学専攻 入学定員50名[注 30]
- 2006年
  - 4月1日 鈴鹿短期大学に再改称[44]。
- 2007年
  - 4月1日 生活学科こども学専攻の入学定員を50→70に増員[45]。
- 2011年
  - 4月1日 以下、変更あり[46]。
    - 生活学科→生活コミュニケーション学科
      - 生活学専攻→生活コミュニケーション学専攻
      - 食物栄養専攻→食物栄養学専攻

  - 4月1日 専攻科の設置が認められ、以下の課程を設ける[47]。
    - 健康生活学専攻 入学定員5名
- 2015年
  - 4月1日 以下、変更あり[48]。
    - 鈴鹿短期大学→鈴鹿大学短期大学部
    - 生活コミュニケーション学科こども学専攻  入学定員70→90

  - 同 専攻科に以下の課程を設ける[49]。
    - こども教育学専攻
- 2016年
  - 4月1日 以下についてはこの年度で学生募集を最終とする[注 31]。
    - 生活コミュニケーション学科生活コミュニケーション学専攻
    - 専攻科こども教育学専攻
- 2017年
  - 4月1日 生活学科こども学専攻の入学定員を90→50に減員[50]。
- 2018年
  - 4月1日 専攻科の各専攻の学生募集を最終とする[注 32]。
  - 同 以下については、正式に廃止とする[51]。
    - 生活コミュニケーション学科生活コミュニケーション学専攻
- 2020年
  - 3月31日 左記をもって専攻科の各専攻を正式に廃止とする[52]。
- 2021年
  - 4月1日 こども学専攻に小学校教諭二種免許課程を設ける[53]。
- 2024年
  - 4月1日 学生募集を最終とする[注釈 1]。

## 基礎データ

### 所在地
- 三重県鈴鹿市郡山町 663-222

### 交通アクセス
- 近鉄名古屋線 千里駅下車。
- 伊勢鉄道伊勢線 中瀬古駅下車。

### 象徴
- カレッジマークは、鈴鹿や建学の精神（信頼・誠実）のローマ字頭文字のS、鈴鹿サーキットのコースをモチーフにしたものとなっている[54]。ちなみにオリジナルカレッジマークは右記資料を参照[55]。

## 教育および研究

### 現在にある学科
- 生活コミュニケーション学科
  - 食物栄養学専攻[注 33] 入学定員40名
  - こども学専攻[注 34] 入学定員50名

### 過去にあった学科
- 商経学科 入学定員150名[注 35]
- 家政学科第三部 入学定員100名[注 36]。
- 生活コミュニケーション学科
  - 生活コミュニケーション学専攻 入学定員40名[注 37]

### 専攻科
- 健康生活学専攻[注 38]
- こども教育学専攻[注 39]

### 取得資格について
国家資格
- 栄養士：食物栄養学専攻
- 保育士：こども学専攻

民間資格等の一部
- 音楽療法士2種
  - 全国音楽療法士養成協議会認定資格：全専攻

- 放課後児童指導員
  - NPO法人日本放課後児童指導員協会認定資格：生活コミュニケーション学専攻・こども学専攻

- レクリエーション・インストラクター
  - 公益財団法人日本レクリエーション協会認定資格：全専攻

- ピアヘルパー受験資格
  - NPO法人日本教育カウンセラー協会認定資格：全専攻

- 食生活アドバイザー検定

- 家庭料理技能検定2級・3級

- 協会認定栄養士実力試験認定証

教職課程
- 養護教諭一種免許状：健康生活学専攻（専攻科）
- 幼稚園教諭一種免許状：こども教育学専攻
- 小学校教諭一種免許状：こども教育学専攻
- 養護教諭二種免許状：生活コミュニケーション学専攻
- 栄養教諭二種免許状：食物栄養学専攻

### 過去にあった取得資格について
- 中学校教諭二種免許状が設けられていた。
  - 家庭：生活学科生活学専攻の服飾科学および食文化コースに設けられていた[注 40]。
  - 保健：生活学科生活学専攻の養護教諭コースに設けられていた[64]。

### 附属機関
- 生活コミュニケーション学研究所

### 研究
- 『鈴鹿短期大学紀要』[65]
- 『生活コミュニケーション学研究所年報』

## 学生生活

### 部活動・クラブ活動・サークル活動
- 鈴鹿大学短期大学部のクラブ活動には、栄養学や調理関係、ペット関係の同好会などの文化系クラブのほか、テニスなどの体育系クラブがある。

### 学園祭
- 学園祭は「鈴大祭」という名称（平成26年度までは「鈴短祭」）で、系列校である鈴鹿大学と共同で、概ね10月に行なわれる。
- ゲストや学内サークル等によるライブイベントの他、各専攻の学問内容の特色を生かした模擬店や企画展（食育や健康教育、学校犬によるショー、親子連れのためのイベント等）も開催される[66][67]。

## 施設

### キャンパス
- 近鉄名古屋線 千里駅下車。
- 伊勢鉄道伊勢線 中瀬古駅下車。

### 国際文化ホール
- 座席数250の多目的ホール。入学式・卒業式の他、授業や様々なイベントに使用される。

### 図書館
- 鈴鹿大学と共用で、短大の所蔵資料数は、30,000冊以上となっている。

### 体育施設
- 体育館
  - トレーニング室・更衣室・シャワールーム完備
- グラウンド
- テニスコート

### 学生食堂
- 売店

### 健康管理センター
- 保健室
- 学生相談室
- ほっとルーム
- サポートルーム

## 対外関係
- 2016年3月に「高等教育コンソーシアムみえ」を締結。

## 系列校
学校法人享栄学園
- 鈴鹿大学 (旧・鈴鹿国際大学（1994年4月 - 2015年3月））

学校法人愛知享栄学園
- 享栄高等学校
- 栄徳高等学校
- 享栄幼稚園

学校法人鈴鹿享栄学園
- 鈴鹿中等教育学校
- 鈴鹿高等学校

## 卒業後の進路について

### 就職について
生活コミュニケーション学専攻
在学中に取得した免許を活かして県内および県外の公立学校や私立学校等の養護教諭ほか、医療機関や社会福祉施設ほか一般企業への就職者もみられる。
食物栄養学専攻
在学中に取得した資格を活かして、食品・給食関連企業や各種社会福祉施設や保育所・学校給食などに携わっている。
こども学専攻
保育園への就職者が最も多い傾向にある。四日市市・鈴鹿市・亀山市・津市・松阪市・多気町など概ね三重県内が多い。幼稚園への就職者も少ないながらもいる。

### 編入学・進学実績
生活コミュニケーション学専攻
鈴鹿大学ほか愛知学院大学・日本福祉大学・佛教大学などへの編入学実績もある。
食物栄養学専攻
鈴鹿大学ほか三重大学・皇學館大学などへの編入学実績もある。
こども学専攻
愛知新城大谷大学・中京女子大学・芦屋大学などへの編入学実績もある。